# (1718) Namibia
(1718) Namibia est un astéroïde de la ceinture principale.

## Description
(1718) Namibia est un astéroïde de la ceinture principale. Il fut découvert le 14 septembre 1942 à Turku par Marja Väisälä. Il présente une orbite caractérisée par un demi-grand axe de 2,36 UA, une excentricité de 0,28 et une inclinaison de 7,7° par rapport à l'écliptique.

## Nom
(1718) Namibia porte le nom de la Namibie, État de l'Afrique australe, où l'astronome finlandaise Marja Väisälä (it), qui a découvert cet astéroïde, a travaillé pendant de nombreuses années. La citation de nommage indique en effet :

« Nommé d'après le pays africain où le découvreur a travaillé pendant de nombreuses années, enseignant aux enfants de missionnaires finlandais. »

— Minor Planet Circular 5281,

## Compléments